# Ernst Wilhelm Flammer
Ernst Wilhelm Flammer (* 18. Dezember 1872 in Heilbronn; † 28. Februar 1940 ebenda) war Seifenfabrikant in Heilbronn. Nach ihm wurde eine Stiftung zum Bau von Eigenheimen benannt.

## Leben
Ernst Wilhelm Flammer war der Sohn des gleichnamigen Vaters Ernst Wilhelm Flammer, der 1871 zusammen mit Viktor Kraemer das Unternehmen Kraemer & Flammer in Heilbronn gründete. Nachdem der Sohn 1897 die Geschäfte übernahm, erlangte das Unternehmen als Flammer Seifenwerke überregionale Bekanntheit, wozu insbesondere die Flammer-Seife und das seit 1907 hergestellte Seifenpulver beitrugen. Die Belegschaft stieg auf rund 400 Personen an. In den 1920er Jahren kamen die populären Produkte Perflor-Seifenflocken und Dirndl-Seife zur Produktpalette hinzu. Außerdem betrieb Flammer Wertreklame, das heißt, er vergab Uhren, Tischdecken und andere Gebrauchsgegenstände als Treueprämie gegen eingesandte Seifenverpackungen. Zum 1. Mai 1933 trat Flammer der NSDAP bei (Mitgliedsnummer 3.238.122). Nach seinem Tod wurde das Unternehmen von seinem Sohn Helmuth Flammer übernommen.
Die Seifenwerke gründeten die Ernst-Flammer-Stiftung zum Bau von Eigenheimen und trugen nach dem Zweiten Weltkrieg durch eine bedeutende Spende zum Wiederaufbau der Kilianskirche bei. Nach Ernst Wilhelm Flammer ist heute noch der Flammerweg in Heilbronn benannt.